# Italienische Fußballnationalmannschaft (U-16-Junioren)
Die italienische Fußballnationalmannschaft der U-16-Junioren ist eine Auswahlmannschaft italienischer Fußballspieler der Altersklasse U-16. Sie untersteht dem italienischen Fußball-Dachverband Federazione Italiana Giuoco Calcio (FIGC) und repräsentiert ihn international, etwa in Freundschaftsspielen gegen die Auswahlmannschaften anderer nationaler Verbände oder bei der in dieser Altersklasse ausgetragenen Europameisterschaft.
Trainer der Auswahlmannschaft ist seit 2019 Daniele Zoratto. Zu seinen Vorgängern gehören u- a. Marco Tardelli (1988–1990), Gianfranco Zola (2011–2012) und Bernardo Corradi (2019).
Rekordspieler nach Einsätzen ist Samuele Dalla Bona, der 20-mal für das Team aufgelaufen ist. Die meisten Treffer (11) hat Arturo Lupoli erzielt.

## Erfolge
- Europameisterschaft
  - Sieger: 1982
  - Zweiter: 1986, 1993, 1998
  - Dritter: 1992

## Trainerhistorie
- 1981–1983: Luciano Lupi
- 1983–1985: Luciano Lupi und Comunardo Niccolai
- 1985–1988: Comunardo Niccolai
- 1988–1989: Comunardo Niccolai und Marco Tardelli
- 1989–1990: Marco Tardelli
- 1991–1997: Sergio Vatta
- 1997–1999: Paolo Berrettini
- 1999–2000: Paolo Berrettini und Francesco Rocca
- 2000–2001: Paolo Berrettini
- 2001–2003: Massimo Piscedda
- 2011: Francesco Rocca und Gianfranco Zola
- 2011–2012: Francesco Rocca, Gianfranco Zola und Daniele Zoratto
- 2012–2013: Francesco Rocca und Daniele Zoratto
- 2013: Francesco Rocca, Daniele Zoratto, Bruno Tedino und Paolo Vanoli
- 2013–2014: Francesco Rocca, Daniele Zoratto und Bruno Tedino
- 2014–2018: Daniele Zoratto
- 2018: Daniele Zoratto und Nicola Calvia
- 2018–2019: Daniele Zoratto
- 2019: Bernardo Corradi
- 2019: Bernardo Corradi und Daniele Zoratto
- 2019–2024: Daniele Zoratto
- seit 2024: Marco Scarpa